# Diocesi di Amicle
La diocesi di Amicle  (in latino Dioecesis Amyclaeensis) è una sede soppressa e sede titolare soppressa della Chiesa cattolica.

## Storia
Amicle è il nome dato in contesto ecclesiastico al castello medievale di Nykli, nei pressi dell'attuale Tegea in Arcadia. È un'antica sede vescovile del Peloponneso in Grecia, inizialmente suffraganea dell'arcidiocesi di Patrasso nel patriarcato di Costantinopoli. La sede vescovile era inizialmente in Nykli, castello che è stato distrutta in seguito alla riconquista bizantina della Morea, poi nel castello di Mouchlì e infine a Tripolizza (oggi Tripoli)
La diocesi è conosciuta dalle Notitiae Episcopatuum del patriarcato di Costantinopoli solo a partire dal XII secolo, epoca in cui verosimilmente venne costituita; il primo vescovo greco noto è della fine del secolo. Almeno dal Trecento è sottomessa al metropolita di Lacedemonia. La sede è soppressa verso la metà dell'Ottocento.
In seguito alla quarta crociata fu eretta una diocesi di rito latino con il nome di dioecesis Amidensis, suffraganea di Patrasso. Le lettere dei papi dell'epoca menzionano in più occasioni la sede di Amicle e i suoi vescovi. In una lettera del 24 marzo 1210 Innocenzo III si lamenta con l'arcivescovo latino di Patrasso per aver consacrato vescovo in modo illegittimo Gilberto, abate di Flavigny, mentre era ancora in vita il vescovo Imberto. Le Quien riporta un documento pontificio, datato 26 agosto 1213, scritto ad un anonimo episcopo Amyclensi, electo Kernicensi. Nel 1215 un anonimo vescovo di Amicle prese parte al primo concilio lateranense. Il 3 agosto 1222 il vescovo Ugo fu sciolto da una scomunica da papa Onorio III; forse lo stesso Ugo, o un altro vescovo anonimo, è menzionato in una lettera dello stesso papa del 13 settembre 1223.
In una lettera dell'11 marzo 1222 papa Onorio III unì la sede di Amicle a quella di Lacedemonia. La stessa decisione fu confermata da papa Innocenzo IV in una lettera del 24 luglio 1245.
Con la scomparsa della diocesi latina, Amicle è divenuta una sede vescovile titolare della Chiesa cattolica, soppressa dopo la morte del suo ultimo titolare, Franciscus Hubertus Schraven, avvenuta nel 1937.

## Cronotassi

### Vescovi latini
- Imberto † (menzionato nel 1210)
- Gilberto † (1210 - ?)
- Anonimo † (? - 1213 nominato vescovo di Cernizza)
- Anonimo † (menzionato nel 1215)
- Ugo † (menzionato il 3 agosto 1222)
- Anonimo † (menzionato nel 1223)

### Vescovi titolari
- Gondisalvo † (? deceduto)
- Francesco, O.SS.T. † (30 agosto 1476 - ?)
- Mattia de Vinariis, O.F.M.Conv. † (1º luglio 1517 - ?)
- Pietro Alfonso Malero † (17 maggio 1521 - ?)
- Scipione Rebiba † (16 marzo 1541 - 12 ottobre 1551 nominato vescovo di Mottola)
- Pietro Vico † (17 settembre 1635 - 1641 succeduto vescovo di Oristano)
- Francisco Ocampo † (21 giugno 1660 - prima del 20 gennaio 1684 deceduto)
- Franz Christoph Rinck von Balderstein † (15 maggio 1684 - 6 maggio 1707 deceduto)
- Johann Kasimir Röls † (12 marzo 1708 - 8 febbraio 1715 deceduto)
- Giuseppe Antonio Delmestri von Schönberg † (11 maggio 1718 - 23 aprile 1720 succeduto vescovo di Trieste)
- Francisco Sánchez Márquez † (27 maggio 1720 - settembre 1728 deceduto)
- Johann Ferdinand Joseph von Boedigkeim † (22 novembre 1730 - 28 aprile 1756 deceduto)
- Emmanuel Ernst von Waldstein † (23 maggio 1756 - 28 gennaio 1760 confermato vescovo di Litoměřice)
- Albert-Simon d'Aigneville de Millancourt † (22 settembre 1760 - 26 ottobre 1793 deceduto)
- Jean-Baptist-Marie-Anne-Antoine de Latil † (8 marzo 1816 - 1º ottobre 1817 confermato vescovo di Chartres)
- Thomas Weld † (23 maggio 1826 - 15 marzo 1830 creato cardinale)
- Francesco Gentilini † (15 settembre 1832 - 15 aprile 1833 nominato vescovo di Rimini)
- Antonio Herrán y Zaldúa † (20 gennaio 1834 - 13 gennaio 1854 nominato arcivescovo di Santafé en Nueva Granada)
- William Weathers † (27 settembre 1872 - 4 marzo 1895 deceduto)
- Patrick Foley † (18 marzo 1896 - 19 dicembre 1897 succeduto vescovo di Kildare e Leighlin)
- Patrick Fenton † (16 aprile 1904 - 22 agosto 1918 deceduto)
- Franciscus Hubertus Schraven, C.M. † (16 dicembre 1920 - 9 ottobre 1937 deceduto)